# Diaphorina porrigogena
Diaphorina porrigogena är en insektsart som beskrevs av Heslop-harrison 1961. Diaphorina porrigogena ingår i släktet Diaphorina och familjen rundbladloppor. Inga underarter finns listade i Catalogue of Life.